# Nishi Norihiro
Nishi Norihiro (sinh ngày 9 tháng 5 năm 1980) là một cầu thủ bóng đá người Nhật Bản.

## Đội tuyển bóng đá quốc gia Nhật Bản
Nishi Norihiro thi đấu cho đội tuyển bóng đá quốc gia Nhật Bản từ năm 2004.

## Thống kê sự nghiệp
| Đội tuyển bóng đá Nhật Bản | Đội tuyển bóng đá Nhật Bản | Đội tuyển bóng đá Nhật Bản |
| Năm                        | Trận                       | Bàn                        |
| -------------------------- | -------------------------- | -------------------------- |
| 2004                       | 5                          | 0                          |
| Tổng cộng                  | 5                          | 0                          |